# Jon Einar Bergsland
Jon Einar Bergsland (* 24. August 1981) ist ein ehemaliger norwegischer Radrennfahrer, der vorrangig im Straßenradsport aktiv war.

## Sportlicher Werdegang
Jon Einar Bergsland gewann 2007 eine Etappe beim Grenland Grand Prix und wurde dort Zweiter der Gesamtwertung. Außerdem war er bei einem Teilstück des Eidsvollrittet erfolgreich und wurde Dritter bei der norwegischen Kriteriumsmeisterschaft. In der Saison 2009 fuhr Bergsland für das norwegische Team Trek Adecco und 2012 bis 2013 fuhr er für das OneCo-Mesterhus Cycling Team. In seinem ersten Jahr bei OneCo gewann er auf nationaler Ebene eine Etappe beim Eidsvollrittet und zwei Etappen bei den Østfold 3-dagers. Mit dem Gewinn des Prologs bei der Sibiu Cycling Tour 2012 erzielte er den einzigen internationalen Erfolg seiner Karriere.
Seit 2014 wird Berhgsland nicht mehr in den Ergebnislisten der UCI geführt.

## Erfolge
2012
- Prolog Sibiu Cycling Tour

## Teams
- 2009 Team Trek Adecco
- 2012 OneCo-Mesterhus Cycling Team
- 2013 OneCo Cycling Team